# Phần mềm thiết kế mạch in
Phần mềm thiết kế mạch in là phần mềm dùng cho thiết kế ra bảng mạch in dựa trên sơ đồ mạch điện cho trước. Nó gồm có thực hiện bố trí vị trí các linh kiện, các đường mạch dẫn điện, các điểm nối mạch,... lên các bản vẽ hình thể của bảng mạch. Các bản vẽ này dùng cho chế tạo ra bảng mạch và lắp ráp linh kiện lên đó thành một bảng mạch điện vận hành được .

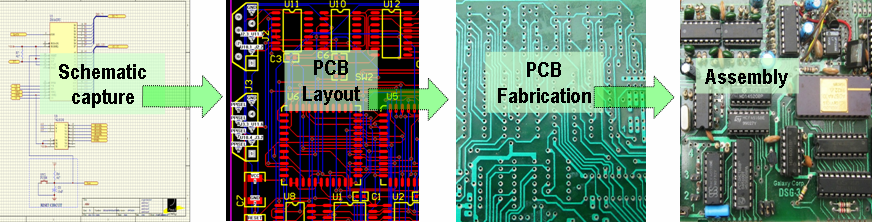
Các giai đoạn chính chế tạo bảng mạch điện tử.

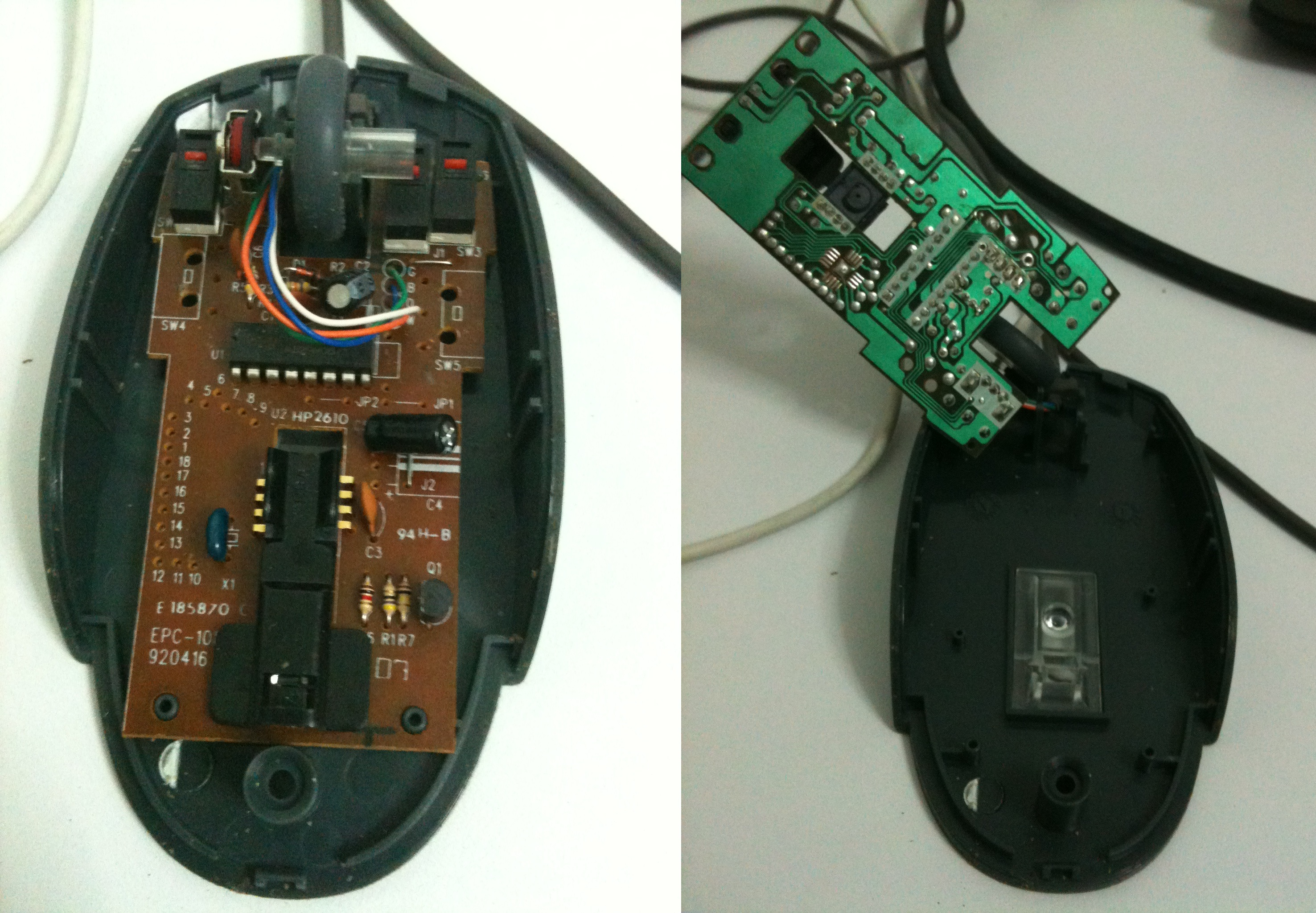
Bảng mạch 2 lớp của chuột: Mặt linh kiện (component) và mặt hàn (solder hay printed side).

## Công nghệ mạch in
Bảng mạch điện tử là một bảng nền cách điện có lắp các linh kiện được hàn và kết nối với các đường mạch điện theo sơ đồ định sẵn để thực hiện chức năng xác định. Để sản xuất hàng loạt, hoặc làm bảng mạch có nhiều linh kiện, hoặc phải bố trí lắp các linh kiện nhiều chân,... người ta áp dụng công nghệ mạch in để tạo ra bảng mạch cách nhanh chóng và chính xác.
Nội dung của công nghệ mạch in là tạo một tấm phim chứa hình ảnh các đường mạch, in hình này lên lớp mặt đồng của tấm nguyên liệu, sau đó khoan lỗ và ăn mòn đồng ở phần ngoài các đường mạch. Tùy theo nhu cầu làm mạch mà hiện nay mạch in được đặc trưng với số lớp khác nhau:
1. Mạch in hai lớp có một mặt đồng, dùng phổ biến ở chuột máy tính, các thiết bị âm thanh dân dụng, các điều khiển quạt, lò vi sóng,...
2. Mạch in ba lớp có hai mặt đồng, dùng trong các thiết bị điện tử phức tạp như hệ thống đo lường,...
3. Mạch in năm lớp, tương đương với ép hai loại kể trên, có ba lớp đồng và hai lớp cách điện, dùng trong các hệ phức tạp cao như máy tính cá nhân,...
4. Mạch in nhiều lớp hơn, dùng trong thiết bị cần tiết kiệm không gian.

Hầu hết các phần mềm thiết kế mạch in hiện làm việc trên máy tính cá nhân ở môi trường MS Windows. Tại các hãng chế tạo máy lớn, như thiết kế bo mạch chủ cho máy điện toán, điện thoại thông minh,... thì phần mềm này làm việc ở các máy tính trạm.
Trước năm 1995 có dạng phần mềm thiết kế mạch in làm việc ở PC DOS, hỗ trợ người vẽ mạch gần thủ công, và sau đó xuất ra trên máy in laser thành bản ảnh để đưa lên phim. Nó không liên thông với công đoạn vẽ sơ đồ mạch, và người vẽ mạch in phải tự nhớ sơ đồ mạch, kích cỡ các linh kiện dùng đến, và chọn đặt các đường mạch theo trực quan.
Từ khi có MS Windows thì phần mềm thiết kế mạch in là thành phần của phần mềm thiết kế mạch điện tử. Phần mềm này hỗ trợ thiết kế sơ đồ mạch điện, và nếu người vẽ sơ đồ mạch tuân thủ đúng cú pháp vẽ, thì bản thiết kế sơ đồ mạch này có thể chuyển tới phần mềm thiết kế mạch in để hỗ trợ vẽ ra bảng mạch in.
Các phần mềm thiết kế mạch được dùng phổ biến có OrCad, ProtelSE99, DXP2004, Altium Designer, PowerPCB, Eagle,... Trong đó có hai dòng sản phẩm là OrCad và Protel (gồm ProtelSE99, DXP2004, Altium Designer) được nhiều người biết nhất.

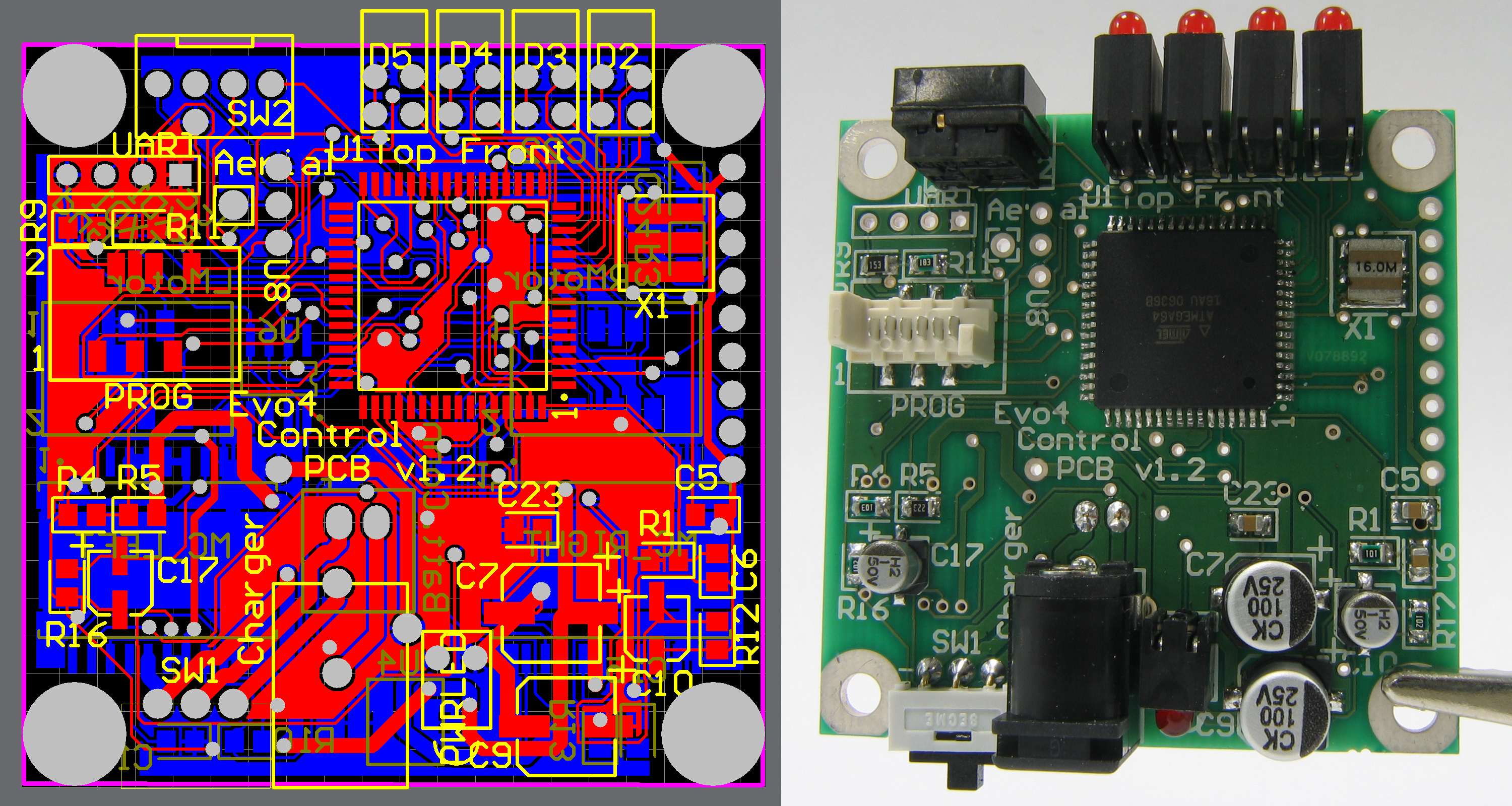
Mạch in khi thiết kế và thành phẩm có hàn dán hai mặt.

## Các tính năng
Thông thường, một phần mềm đồ sộ như OrCad hoặc Protel có hai phần thực hiện nhiệm vụ riêng biệt là :
- Bộ phận vẽ mạch nguyên lý
- Bộ phận vẽ mạch in. Bộ phận vẽ mạch nguyên lý cho biết tính đúng đắn về sự liên kết đường mạch. Bộ phận này sẽ xuất ra một tập tin (thường gọi là netlist) để chuyển cho bộ phận vẽ mạch in. Bộ phận vẽ mạch in sẽ chuyển hóa các biểu tượng linh kiện thành các linh kiện các kích thước, hình dạng cơ học chính xác như linh kiện thật và đồng thời đánh dấu các chân linh kiện được kết nối với nhau.

Các tính năng cơ bản mà một phần mềm thiết kế mạch in đáp ứng:
- Tạo hình dạng và kích thước bản mạch
- Cho phép nhập thư viện linh kiện. Cho phép tạo thư viện linh kiện mới.
- Xoay, lật linh kiện
- Kiểm tra các xung đột mạch như: khoảng cách tối thiểu giữa hai linh kiện; khoảng cách tối thiểu giữa hai đường mạch; chập đường mạch như chân đất đấu với chân nguồn;...
- Tự động chạy đường mạch

| Tên                            | Hãng và ghi chú |
| ------------------------------ | --- |
| PROTEUS                        | Phần mềm mô phỏng mạch điện tử và lập trình code cho MCU rất trực quan (phù hợp yêu cầu phân tích của các sinh viên ngành kỹ thuật) được phân phối bởi hãng Labcenter, gồm 2 chức năng chính Schematic Capture (ISIS) và PCB Design (ARES), ngoài ra mới được bổ sung thêm chức năng IoT Builder hỗ trợ thiết kế giao diện tương tác.                                                        |
| Altium                         | Altium Designer (trước năm 2001 tên là Protel) và P-CAD, Cty có trụ sở tại Tasmania, Australia . |
| Autotrax                       | Phần mềm EDA/DEX của DEX 2020 Ltd. chạy trên Windows XP/Vista/7, gồm thiết kế sơ đồ mạch, thiết kế mạch in với giả lập Spice và phần ảo hóa 3D cho bảng mạch. |
| Circuit Maker                  | Là phần mềm mô phỏng mạch điện tử Circuit Maker dạng động bằng ngôn ngữ Simcode, và thiết kế PCB bằng Autotrax (trước năm 2000). Hiện tại đã thay đổi và được phân phối bởi Altium. |
| Tina Pro                       | Là phần mềm mô phỏng chế độ Analog/ Digital/ Mixed dạng động trực tiếp trên sơ đồ nguyên lý, phiên bản mới nhất TINA Pro 11.2 (cập nhật ngày 15/12/2017) ngoài ra hãng DesignSoft còn phát triển song hành 1 bản làm việc trực truyến gọi là Tina CLOUD. |
| DipTrace                       | Phần mềm tầm trung DipTrace cho thiết kế sơ đồ mạch và mạch in, có một phiên bản miễn phí. |
| Edwinxp                        | Phần mềm của Visionics tích hợp hoàn toàn thiết kế sơ đồ mạch, mô phỏng và thiết kế mạch in. |
| Electronics Workbench (tên cũ) | Thiết kế sơ đồ mạch, mô phỏng, thiết kế mạch in. |
| NI Multisim (tên mới)          | Thiết kế sơ đồ mạch, mô phỏng SPICE. Bổ sung: là bản nâng cấp từ Electronic Workbench được phân phối bởi hãng National Instrument, mô phỏng mạch điện tử dạng động bằng ứng dụng Circuit Design Suite, và thiết kế mạch in bằng ứng dụng Ultiboard. |
| EasyEDA                        | Phần mềm miễn phí trực tuyến thiết kế sơ đồ mạch, mô phỏng Spice, thiết kế mạch in. |
| CadSoft EAGLE                  | Phần mềm tầm trung cho thiết kế sơ đồ mạch và thiết kế mạch in, có một phiên bản miễn phí. Bổ sung: Hiện tại đã thay đổi và được phân phối bởi hãng Autodesk |
| KiCad                          | Phần mềm mã nguồn mở thiết kế sơ đồ mạch và mạch in. |
| OrCAD Cadence Allegro          | Phần mềm đầy đủ OrCAD cho thiết kế sơ đồ mạch và mạch in. Bổ sung: Là phần mềm thiết kế mạch chuyên nghiệp với các chức năng phân tích sâu, được phân phối bởi hãng Cadence, và phiên bản hiện tại sử dụng tên Cadence Allegro 17.2 cập nhật năm 2018, gồm Capture CIS vẽ nguyên lý > PSpice A/D mô phỏng tín hiệu > PCB Design thiết kế layout (hỗ trợ chức năng xuất file dạng 3D preview) |
| TARGET 3001!                   | Phần mềm thiết kế sơ đồ mạch tầm trung, có phiên bản miễn phí. |
| gEDA                           | Phần mềm mã nguồn mở thiết kế sơ đồ mạch bằng cách sử dụng gschem, mô phỏng, và thiết kế mạch in. |
| Mentor Graphics                | PADs, phần mềm đầy đủ cho thiết kế sơ đồ mạch và mạch in của Mentor Graphics. |
| Electric VLSI Design System    | Phần mềm EDA do Steven M. Rubin phát triển hồi đầu những năm 1980. |